# Richard Lynn
Richard Lynn,  britanski psiholog, * 20. februar 1930, † 17. julij 2023.
Znan je bil po svojih kontroverznih stališčih o rasi in inteligenci. 
Lynn se je v svojih raziskavah posvečal predvsem inteligenci in je bil znan po svojem prepričanju, da na razlike v inteligenci vpliva rasa. Bil je bivši profesor psihologije na Ulsterski univerzi, kjer je leta 2018 izgubil službo. Prav tako je bil pomočnik urednika pri reviji Mankind Quarterly, ki se jo opisuje kot »revija o beli nadvladi«. Lynnovo delo je bilo mnogokrat kritizirano s strani znanstvenikov. Pri njegovih izsledkih raziskav o rasi in narodnih razlikah so izpostavili, da podatki ne prikazujejo tega, kar bi morali, na pomanjkljivost znanstvene natančnosti in predvsem na spodbujanje rasističnih političnih programov. Tako so ga začele zadevati obtožbe drugih strokovnjakov, ki so pravili, da je Lynn povezan z akademiki in organizacijami, ki promovirajo znanstveni rasizem.

## Zgodnje življenje in kariera
Richard Lynn je bil sin Sydney Cross Harlanda (1891–1982), ki je bil botanik in član Kraljevega društva (Fellow of the Royal Society) in je bil znan po svojem delu na področju genetike bombaža. V Bristolu je Lynna vzgajala mati, v otroštvu in mladosti pa ni srečal očeta, ki je med njegovim odraščanjem živel in delal na Trinidadu in v Peruju.
Lynn se je izobraževal na gimnaziji v Bristolu in na Univerzi v Cambridgeu v Angliji. Delal je kot predavatelj psihologije na Univerzi v Exeterju in kot profesor psihologije na Inštitutu za ekonomska in socialna raziskovanja, v Dublinu in na Univerzi Ulster v Colerainu.
Leta 1974 je Lynn objavil pozitivno oceno filma A New Morality from Science: Beyondism mariškega psihologa Raymonda Cattella, v katerem je izrazil mnenje, da je "nerazvitim družbam treba dovoliti, da se zabijejo v zid" in da je "tuja pomoč, ki jo dajemo manj razvitemu svetu napaka, in je podobna ohranjanju nesposobnih vrst, kot so na primer dinozavri, ki so izpadli v boju za obstanek." Leta 1990 je predlagal, da bi Flynnov učinek, ki spremlja postopno naraščanje rezultatov inteligenčnega koičnika (IQ) po svetu 30-ih letih 19. stoletja, bilo možno razložiti z boljšo prehrano. Pri dveh knjigah je sodeloval s finskim političnim znanstvenikom in sociologom Tatujem Vanhanenom, kjer sta trdila, da razlike v indeksih razvoja med različnimi narodi delno povzročajo IQ-ji njihovih državljanov. Leta 2008 sta Earl B. Hunt in Werner Wittmann podvomila o veljavnosti metod Lynna in Vanhanena, saj naj bi pri analizah podatkov bila nedosledna. Lynn prav tako trdi, da visoka stopnja rodnosti med posamezniki z nizkim IQ predstavlja veliko grožnjo zahodni civilizaciji, saj verjame, da bodo ljudje z nizkim rezultatom IQ na koncu presegli število oseb z visokim IQ. Ker se je zavzemal za politično preprečevanje tega, vključno s politikami proti imigraciji in evgeniki, je naletel na plaz hudih kritik. Lynnovo delo je bilo v knjigi The Bell Curve navedeno kot eden izmed glavnih virov. Bil je tudi eden izmed 52 znanstvenikov, ki so v reviji Wall Street Journal podpisali mnenje z naslovom  "Mainstream Science on Intelligence", ki je podprlo številna stališča predstavljena v knjigi. Lynn sodeluje pri uredniških mizah revij Personality and Individual Differences in Mankind Quarterly. Slednjega so kritiki imenovali za »temeljni kamen znanstvene rasistične ustanove«. Sodeluje tudi pri Pionirskem skladu, ki finančno podpira Mankind Quarterly in je ravno tako bil opisan kot rasističen. Lynn v zadnjih letih navaja dela Cattella in Cyrila Burta kot pomembna vpliva na njegovo lastno mišljenje.

## Področja delovanja

### Objava o sekularnem povečanju IQ
Lynnov članek iz Nature, leta 1983, je igral vlogo pri tem, da se je javnost bolj zavedala fenomena pridobivanja višjih rezultatov na standardiziranih testih inteligence čez daljše časovno obdobje. Ta pojav so poimenovali "Flynnov učinek" v knjigi Richarda Herrsteina in Charlesa Murrayja, The Bell Curve, objavljeni leta 1994. Izraz "Flynnov učinek" je zdaj v psihološki literaturi standarden in se nanaša na dejansko povečanje IQ. Nekateri avtorji omenjajo pojav pod imenom "Lynn-Flynn učinek".

### Rasne in narodne razlike v inteligenci
Lynn je začel povezovati raso z inteligenco v poznih 70-ih letih prejšnjega stoletja, ko je zapisal ugotovitve, po katerih naj bi imeli Japonci povprečni IQ 106.6 in Kitajci, ki živijo v Singapurju pa 110. Objavljene ugotovitve so trdile, da imajo vzhodni Azijci najvišji povprečni inteligenčni količnik (IQ), sledijo jim Evropejci, ki pa imajo višji povprečni IQ kot subsaharski Afričani. Lynnove psihometrične študije so bile citirane leta 1994 v knjigi The Bell Curve in so bile del kontroverznosti okoli knjige. V članku »Barva kože in inteligenca Afroameričanov«, ki je bil objavljen leta 2002 v Population and Environment, je Lynn izpeljal zaključke, da je odtenek barve kože neposredno povezan z IQ-jem. Vendar Lynn ni uspel nadzorovati okoljskih dejavnikov v otroštvu, ki so povezani z inteligenco, zaradi česar je Mark E. Hill raziskavo skritiziral v svojem članku, kjer je napisal, da če se upoštevajo faktorji iz otroštva, izgine bivariacijska povezanost. Lynn je odgovoril, da je sklep o resnični povezavi odvisnosti med barvo kože in IQ skladen s hipotezo, da so genetski dejavniki deloma odgovorni za črno-belo razliko v inteligenci, kar je dokaz, da je statistično pomembna povezava prisotna in to potrdi gensko hipotezo. Marcus Feldman je njegovo izjavo označil za nesmiselno. Lynnovo delo o nacionalnih razlikah IQ, je zavrnila večina akademskih krogov. Leta 2012 tako večji založniki niso objavili ali pregledali nobenega njegovega dela. Po besedah Jamesa Thompsona, pisca za Personality and Individual Differences: » Kljub vsem poskusom ignoriranja njegovih ugotovitev, je Lynnovo kopičenje podatkov močno prispevalo k razumevanju človeških razlik.«. Kot povzetek raziskav Richarda Lynna in Tatuja Vanhanena na tem področju, je Earl B. Hunt zapisal, da je zelo kritičen do njunega empiričnega dela in še bolj do njunih interpretacij, ampak da si zaslužita pohvale, ker obujata pomembna vprašanja, ki privedejo do zanimivih ugotovitev. 
Lynn je predlagal "teorijo o hladnih zimah" o evoluciji človeške inteligence, ki predpostavlja, da se je inteligenca v večji meri razvijala kot evolucijsko prilagajanje hladnejšim okoljem. Po tej razlagi, naj bi okolje z nižjimi temperaturami ustvarjalo selektivni pritisk za višjo inteligenco. Ker v toplih razmerah ni potrebno iskati načina ohranjanja toplote in zalog hrane za zimo, so v hladnih razmerah tako potrebe, ki od nas zahtevajo višji inteligenčni količnik. Znanstvenik James Flynn je teoriji oporekal, da se ne sklada z globalno porazdelitvijo rezultatov IQ. Če bi bila teorija pravilna, bi imeli prebivalci Singapurja, ki izvirajo predvsem iz južne kitajske pokrajine Guangdong, manjši povprečni IQ kot prebivalci celinske Kitajske, medtem ko je v resnici obratno. Psiholog Scott A. McGreal je v časopisu Psychology Today ugovarjal teoriji, da ne upošteva dejavnikov toplejših okolij ter da ne pojasni, zakaj se ostali človekovi predniki, kot sta bila homo erectus in neandertalec, niso razvili v tako inteligentna bitja kot današnji ljudje, čeprav so živeli in se razvijali v hladnejših okoljih na milijone let.
Lynn in Vanhanen sta v delu iz leta 2002 z naslovom IQ in the Wealth of Nations trdila, da razlike v IQ delno povzročajo razlike v bruto domačem proizvodu ali BDP. Posledica je, da so nekatere države bogatejše, ker so njihovi prebivalci inteligentnejši. Ekonomisti, ki so pregledali knjigo so izpostavili številne pomanjkljivosti v študiji od nezanesljivih statistik IQ za 81 od 185 držav, ki so bile uporabljene v analizi, do preostalih 101 držav v vzorcu, ki niso objavile podatkov o IQ. Raziskava se je prav tako opirala na zelo nezanesljive podatke o BDP za države, ki so še v procesu razvoja in na še bolj nezanesljive zgodovinske zapise o BDP in narodnem IQ, ki so izvirali vse nazaj do začetka 19. stoletja, še preden je ta koncept sploh obstajal. Težave so bile tudi pri podatkih statistik za prej omenjenih 81 držav. Na primer, nabori podatkov, ki vsebujejo rezultate surinamske, etiopske in mehiške IQ vrednosti, so temeljili na nereprezentativnih vzorcih otrok, ki so se iz rojstnega naroda izselili v Nizozemsko, Izrael in Argentino. V recenziji knjige za revijo Journal of Economic Literature, je ekonomist Thomas Nechyba zapisal, da takšni obsežni zaključki, ki temeljijo na razmeroma šibkih statističnih dokazih in dvomljivih domnevah, se zdijo v najboljšem primeru napačno usmerjeni in precej nevarni, če jih jemljemo resno ter, da je zato težko najti kaj, zaradi česar bi se dalo to knjigo priporočiti. 
Knjigo Race Differences in Intelligence je Lynn napisal leta 2006 in je največji pregled globalnih podatkov o kognitivnih sposobnostih. Podatki so organizirani v deset populacijskih skupin, v različici dela, ki so jo izdali leta 2015, je zajetih skupno več kot 500 objavljenih člankov o tej temi. V knjigi je bila objavljena tudi lestvica inteligentnosti po narodih. Slovenija je po svetovnem merilu zasedla 32. mesto, če pa gledamo na mesta po enakem povprečju, pa smo še z nekaterimi državami na 11. mestu z rezultatom 96. V podkastu za RTV Slovenija je profesor za psihološko metodologijo Valentin Bucik lestvici očital mnoge napake: lestvica ocenjuje inteligentnost po državah in ne po narodih, študije so narejene na zelo majhnih vzorcih (primer Slovenije v primerjavi z drugimi večjimi narodi) in jih je zato metodološko nepravično primerjati. Knjigo je označil kot brez vrednosti, saj je zgolj skupek rezultatov, nabranih iz množice različnih študij, med katerimi so velike razlike. Lynn je potem nadaljeval raziskave in se tudi posvetil nekaterim posameznim narodom, predvsem Mehičanom, Italijanom in Špancem

### Razlike v inteligenci med spoloma
Lynnova raziskava, ki povezuje velikost možganov in reakcijski čas z izmerjeno inteligenco, ga je pripeljala do problema, da imajo moški in ženske možgane različnih velikosti v razmerju s svojim telesom. Leta 2004 sta Lynn in Paul Irwing opravila ponovno analizo in poročala, da se razlika v IQ, ki znaša približno 5 točk, pojavlja od 15. leta naprej na progresivnih matrikah.
Kljub nekaterim kritikam so njuno teorijo takrat podprle nadaljnje raziskave. Vendar pa so v naslednjih letih raziskovalci, kot so Timothy Keith, Johannes Rojahn in Alan S. Kaufman, ugotovili nasprotujoče si rezultate v razlikah IQ glede na spol, pri čemer je Keith pri splošnih faktorjih inteligence celo ugotovil latentno prednost odraslih žensk, Kaufman pa ni našel razlik v splošni inteligenci med spoloma. Keith je dejal, da lahko razliko pri Lynnovih ugotovitvah pripišemo temu, da ni uporabljal latentnih faktorjev za merjenje razlik med spoloma. Rojahnova raziskava je pokazala, da so bila neskladja med razvojema spolov manjša, kot je napovedal Lynn, in so bila v resnici tako majhna, da nimajo praktično nobenega pomena.

### Disgenika in evgenika
V reviji Dysgenics: Genetic Deterioration in Modern Populations je Lynn pregledal zgodovino evgenike, od zgodnjih spisov Bénédicta Morela in Francisca Galtona do vzpona evgenikov v začetku 20. stoletja in do njihovega kasnejšega propada. Ugotovil je tri glavne skrbi evgenikov, kakršen je on: poslabšanje zdravja, inteligence in vestnosti. Lynn trdi, da je naravna selekcija v predindustrijskih družbah favorizirala lastnosti, kot sta inteligenca in značaj, vendar pa v sodobnih družbah tega ne počne več. Trdi, da je zaradi napredka medicine, naravna selekcija do tistih s slabimi geni za zdravje prijaznejša kot včasih.
Lynn je pregledal študije sorojencev in ugotovil, da je tendenca o tem, da so otroci z večjim številom bratov in sester manj inteligentni, dokaz o disgenični plodnosti. Pravi, da se je dejansko povečala fenotipska inteligenca, vendar pa so to povzročili okoljski dejavniki in v resnici zakriva upad genotipske inteligence.
Kot pravi Lynn, imajo tisti z večjimi izobraževalnimi dosežki manj otrok, medtem ko otroci z nižjim IQ prihajajo iz večjih družin, kar po njegovem mnenju služi kot dokaz, da sta inteligenca in plodnost negativno povezana. Lynn se je strinjal s komentarjem Lewisa Termana iz leta 1922, da "otroci uspešnih in kultiviranih staršev dosegajo boljše rezultate kot otroci iz bednih in revnih domov iz preprostega razloga, da je njihova dedna zasnova boljša". Lynn je trdil, da je socialno-ekonomski status pozitivno povezan s kazalniki vestnosti, kot sta delovna etika in moralne vrednote, negativno pa s kriminalom. Pri obravnavi genetskih osnov razlik v vestnosti, je Lynn sklepal, da študije dvojčkov dokazujejo visoko dednost te lastnosti. Manj imajo vestnosti, kot na primer kriminalci, več imajo potomcev.
Presoja revije Dysgenics W. D. Hamiltona, Kraljeve Družbe, raziskovalnega profesorja evolucijske biologije na Univerzi v Oxfordu, je bila leta 2000 objavljena posmrtno. Hamilton je napisal dolgotrajen pregled, v katerem je trdil, da Lynn "razpravlja o velikem številu dokazov o dednosti talentov in razlikah v plodnosti, ki se še vedno nabirajo, v tej knjigi pa kaže, da so bile skoraj vse skrbi zgodnjih evgenikov utemeljene, kljub relativni minljivosti njihovih dokazov v tistem času".
Še en pregled revije Dysgenics je leta 2002 napisal Nicholas Mackintosh, profesor eksperimentalne psihologije na Univerzi v Cambridgeu. Mackintosh je zapisal, da "s kavalirskim neupoštevanjem politične korektnosti trdi, da so bile ideje evgenikov utemeljene in da jih kljub nevarnosti ignoriramo". Čeprav je priznal, da knjiga predstavlja dragocen in točen vir informacij, je Lynna kritiziral, da "v celoti ne priznava negativnega odnosa med družbenim slojem in izobrazbo na eni strani ter smrtnost dojenčkov in pričakovano življenjsko dobo na drugi strani". Podvomil je tudi o Lynnovi razlagi podatkov. Poudarja, da če upoštevamo Lynnovo razumevanje teorije naravnega izbora, "imajo tisti z nižjim IQ in slabšo izobrazbo evolucijsko prednost kot tisti z višjim IQ in boljšo izobrazbo, saj imajo tisti z manjšim IQ večjo število potomcev". Mackintoshovi argumenti evgenike ne temeljijo na "biološkem imperativu, temveč na določenem nizu sodb vrednot".
V delu Eugenics: A Reassessment (2001) je Lynn trdil, da bi selekcija zarodkov, kot oblika standardne reproduktivne terapije, v eni generaciji dvignila povprečje inteligence populacije za 15 točk IQ. Argumentira, da če pari ustvarijo sto zarodkov, bi bil razpon v potencialnem IQ za približno 15 točk večji in manjši od IQ staršev. Lynn trdi, da bi lahko ta dobiček ponovili za vsako generacijo, kar bi sčasoma stabiliziralo IQ prebivalstva na teoretičnem maksimumu okoli 200, po približno šestih ali sedmih generacijah.

### Pioneer Fund
Lynn trenutno deluje v upravnem odboru neprofitne ustanove Pioneer Fund in v uredništvu revije Mankind Quarterly, ki jo podpira Pioneer Fund. Obe sta že bili predmet kontroverzij, zaradi svojega obravnavanja rase, inteligence in evgenikov. Zaradi tega sta že naleteli na obtožbe rasizma s strani ostalih psihologov, kot je na primer Avner Falk. Lynnov Ulster Inštitut za družbene raziskave je med leti 1971 in 1996 prejel 609.000 dolarjev nepovratnih sredstev od fundacije Pioneer.
Lynnova knjiga iz leta 2001, The Science of Human Diversity: A History of the Pioneer Fund, govori o zgodovini sklada in ga tudi brani. V knjigi trdi, da je bil v zadnjih 60 letih "skoraj edina neprofitna ustanova, ki je podarjala nepovratna sredstva za študij in raziskovanje individualnih ter skupinskih razlik in dednih osnov človeške narave. V teh 60 letih je raziskava, ki jo je financiral Pioneer, pomagala spremeniti obraz družbene znanosti."

### Odziv
Lynnovemu recenzijskem delu o razlikah v kognitivnih sposobnostih med rasami so že mnogokrat očitali napačno razlaganje drugih del znanstvenikov in nesistematično metodologijo.
John P. Jackson Jr. zUuniverze v Koloradu v Boulderju, je oporekal Lynnovi trditvi (v reviji Science of Human Diversity), da je fundacija Pioneer namenjena financiranju objektivnih znanstvenih raziskav. Jackson je napisal, da "... čeprav Pioneer Fund uradno ni podprl nobenega predloga politike, je financiral skupino, ki je v nasprotju s šolsko integracijo, priseljevanjem in pozitivno diskriminacijo". David King, koordinator skupine za nadzor potrošništva, Human Genetics Alert, je dejal, da se jim zdijo trditve Richarda Lynna, da so nekateri ljudje boljši od drugih, odvratne. Podobno je Gavin Evans v The Guardianu Lynna enačil s pripadniki teorije o ravni Zemlji, ki so trdili, da so Afričani, črni Američani ali reveži manj inteligentni kot Zahodnjaki. Nadalje je v zvezi z Lynnovimi trditvami, da so Afričani manj inteligentni od Zahodnjakov dejal: "ni izjemno to, da tako veliko ljudi v to verjame - navsezadnje še vedno obstajajo tisti, ki vztrajajo, da je Zemlja ploščata – ampak je izjemno to, da nekatere verodostojne ustanove to jemljejo resno. " Podatek, ki sta ga Lynn in Vanhanen uporabila za najnižjo oceno IQ, iz Ekvatorialne Gvineje, so pridobili od skupine otrok v domu za razvojno invalidne v Španiji. Popravki so bili uporabljeni za prilagoditev razlik v kohortah IQ ("Flynnov" učinek) ob predpostavki, da se lahko isti popravek uporabi tudi na mednarodni ravni, ne glede na stopnjo kulturnega ali gospodarskega razvoja obravnavane države. Čeprav se zdi, da je pri državah v razvoju precej dokazov o kohortnem učinku na IQ, pa vseeno ena študija v Keniji (Daley, Whaley, Sigman, Espinosa in Neumann, 2003) kaže na bistveno večji kohortni učinek, kot so poročali za razvite države. V kritičnem pregledu The Bell Curve je psiholog Leon Kamin obtožil Lynna "neupoštevanja znanstvene objektivnosti", "napačne predstavitve podatkov" in "rasizma". Kamin trdi, da študije kognitivnih sposobnosti Afričanov v Lynnovi metaanalizi, ki jo navajata tudi Richard Herrnstein in Charles Murray, kažejo na močno kulturno pristranskost. Ravno tako mu je očital, da je sestavil vrednosti IQ iz testnih rezultatov, ki nimajo korelacije z IQ. Kamin tudi ugotavlja, da je Lynn izključeval študije, ki niso našle razlike v uspešnosti bele in črne rase in prezrl rezultate študije, ki je pokazala, da so bili rezultati črnih višji od belih.
Novinar Charles Lane je kritiziral Lynnovo metodologijo v svojem članku The New York Review of Books, "Tainted Sources of The Bell Curve" (1994). Na to se je odzval predsednik fundacije Pioneer Harry Weyher, Jr., ki je recenzenta obtožil napak in narobne interpretacije, kar je Lane zanikal. Leta 2002 se je zgodil akademski spor, po tem ko je Lynn trdil, da so nekatere rase same po sebi bolj psihopatske od drugih. Drugi psihologi so kritizirali njegove podatke in interpretacije. Psiholog Leon Kamin je dejal, da "Lynnova potvarjanja in napačne predstavljanje podatkov tvorijo rasizem in škandalozno neupoštevanje znanstvene objektivnosti". Leta 2010, na svoj 80. rojstni dan, je bil Lynn slavljen s posebno izdajo Personality and Individual Differences, posvečeno njegovemu delu, ki jo je uredil danski psiholog Helmuth Nyborg s prispevki Nyborga, J. Philippa Rushtona, Satoshija Kanazawa in številnih drugih. Sindikat študentov na Univerzi Ulster je februarja 2018 podal predlog za odvzem naziva profesorja Richardu Lynnu. V predlogu so kot razloge navedli, da je dajal izjave, ki so bile rasistične in seksistične narave. Univerza se je na predlog odzvala aprila 2018 in tako Lynnu odvzela naziv.

### Dela
Trenutno nobeno delo Richarda Lynna ni prevedeno v slovenščino. Kot avtor, soavtor, urednik, pisec predgovora ali avtor povzetka vsebine je skupno sodeloval pri 26 delih, ki se večinoma navezujejo na tematiko inteligence, rase in psihologije. Večina knjig je v angleškem jeziku.
Avtor:

•Attention, Arousal & the Orientation Reaction, Reader's Digest Young Families, 1966

• An Introduction to the Study of Personality, Shoe String Press, 1971

• Personality and National Character, Pergamon, 1971

• National Differences in Anxiety, Economic and Social Reseach Institute (ESRI), 1971

• The Entrepreneur: Eight Case Studies, Allen & Unwin Australia, 1973

• Educational Achievement in Japan: Lessons for the West, Routledge, 1988

• The Secret Of The Miracle Economy: Different National Attitudes To Competitiveness And Money, Social Affairs Unit, 1991

• Dysgenics: Genetic Deterioration in Modern Populations, Praeger Publishers, 1996

• The Science of Human Diversity: A History of the Pioneer Fund, University Press of America, 2001

• Eugenics: A Reassessment, Praeger , 2001

• Race Differences in Intelligence: An Evolutionary Analysis, Washington Summit Publishers, 2006

• The Global Bell Curve: Race, IQ, And Inequality Worldwide, Washington Summit Publishers, 2008

• The Chosen People: A Study of Jewish Intelligence and Achievement, Washington Summit Publishers, 2011

• Memory Exercises: The simple and practical way to improve our memory and delay our memory loss, Kindle Edition, 2017

Soavtor:

• Educational Achievement in Japan, Palgrave MacMillan, 1988

• IQ and the Wealth of Nations, Praeger, 2002

• IQ And Global Inequality, Washington Summit Publishers, 2006

• Intelligence: A Unifying Construct for the Social Sciences, Ulster Institute for Social Research, 2012

• The Life History Approach to Human Differences A Tribute to J. Philippe Rushton, Ulster Institute for Social Research, 2015

• Race and Sport: Evolution and Racial Differences in Sporting Ability, Ulster Institute for Social Research, 2015

• The Sarcastic Lens: A Ordinary Couple's Photographic Journey Through the Animal Kingdom, Blurb, 2015

• The Intelligence of Nations, Ulster Institute for Social Research, 2019

• Race Differences in Psychopathic Personality: An Evolutionary Analysis, Washington Summit Publishers, 2019

Urednik:

• Dimensions of Personality: Papers in Honour of H.J. Eysenck, Pergamon, 1981

Pisec predgovora:

• Adiós a la Democracia: Un dios que para reinar devora a sus hijos, Kindle Edition, 2015

Avtor povzetka vsebine:

• The Consequences of Equality, Createspace Independent Publishing Platform, 2016